# إيدسون سيلفا مارتينز
إيدسون سيلفا مارتينز (16 مارس 1974 في البرازيل – )؛ هو لاعب كرة قدم سابق كان يلعب كلاعب وسط.

## وصلات خارجية
- إيدسون سيلفا مارتينز على موقع رابطة كرة القدم اليابانية للمحترفين (اليابانية)
- إيدسون سيلفا مارتينز على موقع قاعدة بيانات كرة القدم.إي يو (الإنجليزية)
- إيدسون سيلفا مارتينز على موقع عالم كرة القدم.نت (الإنجليزية)